# Dossier 1413
Pour plus de détails, voir Fiche technique et Distribution.
Dossier 1413 ou Les Ballets roses est un film français réalisé par Alfred Rode, sorti en 1962.

## Synopsis
À la suite de la mort d'une jeune femme, le commissaire Rossi et son ancien assistant Gilles Cauvin, travaillant maintenant dans le privé, mènent une enquête dans le monde du cabaret. Gilles retrouve une ancienne amie : Doris, dont la sœur Caroline est la maîtresse du directeur de L'Ange Noir et celui-ci est en cheville avec le docteur Pira, qui sous couvert d'un asile psychiatrique, envoie des renseignements à des puissances étrangères.

## Fiche technique
- Titre : Dossier 1413
- Titre alternatif : Les Ballets roses (en Belgique)
- Réalisation : Alfred Rode
- Assistants réalisateurs : Francis Dussaugey, Max Théols
- Scénario original : Jean-Pierre Marchand
- Adaptation : Claude Desailly, Louis Martin
- Dialogue : Yvan Audouard
- Photographie : Jacques Klein
- Opérateur : François Franchi
- Musique : André Borly
- Direction de l'orchestre : Jean Bouchety (éditions Salvet)
- Chansons : Oh! Oh! Oh!, j'ai le cœur comme un oiseau, chanté et enregistré par Claudine Dupuis et Eddie Barclay et son orchestre (disques Barclay) - Une boum chez John, Oui mon cher chanté et enregistré par Johnny Hallyday (disques Vogue).
- Décors : Claude Bouxin
- Montage : Georges Arnstam, assisté de Jean Hamon
- Son : Jean Bonnafoux
- Administrateur : René Julien
- Maquillage : Louis Dor
- Les coiffures de C. Dupuis sont de Carita
- Script-girl : Jacqueline Loir
- Régisseur général : Fred Genty
- Tournage à Paris-Studios-Cinéma
- Société de production : S.F.F.A.R
- Directeur de production : Robert Florat
- Société de distribution : Warner Bros
- Pays de production :  France
- Tirage : Laboratoire C.T.M
- Système enregistrement : Westrex
- Pellicule Gevaert 35 mm, noir et blanc
- Genre : Film d'aventure, Film policier
- Durée : 100 min
- Date de sortie : 
  - France : 23 février 1962
- Visa d'exploitation : 21432

## Distribution
- Claudine Dupuis : Dora, chanteuse et danseuse de cabaret
- Françoise Vatel : Caroline, la jeune sœur de Doris
- Dora Doll : La femme du docteur Pira, dansant avec M. Baranger
- Rita Cadillac : Mlle Vanesca, une danseuse du cabaret
- Jean Danet : Gilles Cauvin, détective de l'agence Mulligan
- Henri Vilbert : Le commissaire Rossi
- Jacques Dumesnil : Le docteur Pira, directeur d'un établissement psychiatrique
- Albert Dinan : Philippe Olivet, l'associé de Gilles à l'agence Mulligan
- Johnny Hallyday : lui-même avec son quartette
- Pierre Louis : Un inspecteur
- Marc Johannes : M. Rémy le patron du cabaret « L'Ange noir »
- Pierre Larquey : M. Baranger, chimiste biologiste
- Jean Tissier : le « Duc », le fou qui déclame des vers
- Henri Guégan : l'athlète à « L'Ange noir »
- Dominique Zardi : un copain de Caroline qui provoque Gilles
- Marcel Bernier : un inspecteur
- Louis Saintève : un homme à la soirée du docteur Rossi
- Marcel Charvey : le directeur de la PJ
- François Boyer
- Valérie Vivin
- François Nocher
- Michel Gordon
- Claude Mercutio
- Dominique Baillet
- André Bari
- Eddie Barclay et son orchestre